# Metatesi (chimica)

Reazione di metatesi generale delle olefine

La metatesi (o doppio scambio o doppia sostituzione) è una reazione chimica basata sullo scambio di due o più ioni fra elementi e gruppi aventi la stessa valenza. Queste reazioni sono caratterizzate dalla formazione di precipitati, di gas o di altri composti molecolari come l'acqua.
Semplice esempio di reazione di metatesi è il seguente:
{\displaystyle {\ce {Na2SO4 + ZnCl2 -> ZnSO4 + 2NaCl}}}

## Esempio
Una reazione di metatesi può essere scritta nel modo seguente:
{\displaystyle {\ce {AB + CD -> AD + CB}}}
In cui A, B, C e D sono gli ioni di cui sono formati i composti dei reagenti (AB e CD) e dei prodotti (AD e CB).
La reazione è di doppio scambio in quanto vengono scambiati due ioni tra: AB e CD.
Ad esempio consideriamo come reagenti l'idrossido di calcio e l'acido fluoridrico. La reazione di doppio scambio che li interessa è del tipo:
Ca(OH)2 + 2HF → CaF2 + 2H2O
L'idrossido di calcio reagisce con l'acido fluoridrico formando fluoruro di calcio e acqua.
Volendo seguire la simbologia anzidetta, abbiamo:
- A: ione Ca2+
- B: 2 ioni OH-
- C: 2 ioni H+
- D: 2 ioni F-
- AB: Ca(OH)2
- CD: 2 molecole di HF
- AD: CaF2[1]
- CB: 2 molecole di H2O (oppure HOH evidenziando gli ioni)

Il fluoro presente nell'acido fluoridrico va a sostituire il gruppo ossidrile (OH) formando il fluoruro di calcio, e a sua volta il gruppo ossidrile va a sostituire il fluoro nell'acido fluoridrico formando acqua.